# أنتوني فاوتشي
أنتوني ستيفن فاوتشي (بالإنجليزية: Anthony Fauci) (من مواليد 24 ديسمبر 1940)، اختصاصيّ أمريكي في علم المناعة، والمدير السابق للمعهد الوطني للحساسية والأمراض المعدية (NIAID)، وكان عضواً في فريق عمل البيت الأبيض لفيروس كورونا المعني بجائحة فيروس كورونا 2019-2020.
شغل مناصب مختلفة في مجال الصحة العامة لأكثر من خمسين عامًا كطبيب في معاهد الصحة الوطنية الأمريكية. قدّم إسهامات ملحوظة في الأبحاث المنوطة بفيروس العوز المناعي البشري/الإيدز وغيرها من اضطرابات العوز المناعي، بصفته عالم ورئيس المعهد الوطني للحساسية والأمراض المُعدية التابع لمعاهد الصحة الوطنية الأمريكية (NIH). قالت صحيفة نيويورك تايمز عنه: «خبير الأمة الرائد في مجال الأمراض المُعدية».
غادر العمل الحكومي في عام 2022، ثم انضم في صيف عام 2023 إلى هيئة التدريس بجامعة جورجتاون حيث يعمل حالياً.

## الخلفية والتعليم
وُلد فاوتشي في 24 ديسمبر 1940، في بروكلين، نيويورك. امتلك والداه، ستيفن إيه. فاوشي ويوجينيا إيه. فاوشي، صيدليةً عمل فيها والده كصيدلي، بينما عملت والدته وشقيقته في تسجيل البيانات، واقتصر دور أنثوني على تسليم الوصفات الطبية.
ينحدر أنتونيو وكالوجرا فاوشي، جدّاه من جهة الأب، من شاكا في إيطاليا بينما كانت جدته لأمه، رافايلا تريماتيرا، خياطةً من مدينة نابولي الإيطالية. وُلد جدّه لأمه، جيوفاني أبيس، في سويسرا وكان فنانًا مشهورًا برسم المناظر الطبيعية والبورتريه ورسوم المجلات التوضيحية (إيطاليا)، بالإضافة إلى تصميمه الجرافي للعلامات الدعائية التجارية، بما فيها علب زيت الزيتون. هاجر أجداده إلى الولايات المتحدة الأمريكية في أواخر القرن التاسع عشر. يُذكر أن فاوشي قد نشأ كاثوليكيًا.
تخرّج في مدرسة ريجيس الثانوية في مدينة نيويورك والتحق بعدها بكلية الصليب المقدس وحصل على درجة دكتور في الطب من كلية الطب بجامعة كورنيل عام 1966. أكمل لاحقًا فترة تدريب وإقامة في مستشفى نيويورك – مركز كورنيل الطبي.

## مسيرته المهنية
انضم فاوشي في عام 1968 إلى معاهد الصحة الوطنية الأمريكية (إن آي إتش) كمشارك إكلينيكي في مختبر الاستقصاءات السريرية (إل سي آي) في المعهد الوطني للحساسية والأمراض المعدية. أصبح رئيسًا لقسم علم وظائف الأعضاء السريري في مختبر الاستقصاءات السريرية في عام 1974، وعُيّن رئيسًا لمختبر التنظيم المناعي في عام 1980. لا يزال فاوشي في منصب مدير المعهد الوطني للحساسية والأمراض المُعدية، والذي تسلّمه في عام 1984. يشرف فاوشي من منصبه هذا على مجموعة واسعة من الأبحاث الأساسية والتطبيقية حول الأمراض المُعدية والأمراض المناعية. رفض عروضًا عدّة لرئاسة معاهد الصحة الوطنية الأمريكية، وقاد جهود الولايات المتحدة للتعامل مع الأمراض الفيروسية مثل فيروس العوز المناعي البشري، والمتلازمة التنفسية الحادة الشديدة (سارس)، وجائحة إنفلونزا الخنازير لعام 2009، ومتلازمة الشرق الأوسط التنفسية (ميرس)، والإيبولا، وفيروس كورونا الجديد، والمتلازمة التنفسية الحادة الشديدة المرتبطة بفيروس كورونا الجديد (سارس كوف 2).
برز اسم فاوشي في أوائل العقد الأول من القرن الحادي والعشرين، إذ لعب دورًا جوهريًا في وضع خطة الرئيس الطارئة للإغاثة من الإيدز، بالإضافة إلى تطوير أدوية الدفاع البيولوجي ولقاحاته بعد هجمات 11 سبتمبر الإرهابية.

## إنجازاته الطبية
أغنت أبحاث فاوشي فهم العلماء لآلية تنظيم الاستجابة المناعية البشرية، وعُرف بتسليطه الضوء على الآليات التي تتكيف بموجبها العوامل المثبطة للمناعة مع الاستجابة المناعية البشرية. طوّر فاوشي علاجات للأمراض التي كانت سابقًا مميتة مثل التهاب الشرايين العقدي المتعدد، والورم الحبيبي الويغنري، والورم الحبيبي اللمفاني. في إطار دراسة استقصائية لمركز التهاب المفاصل في جامعة ستانفورد عام 1985 للجمعية الأمريكية للروماتيزم، وصف زملاء فاوشي إسهاماته في علاج التهاب الشرايين العقدي المتعدد والورم الحبيبي الويغنري بأنها الخطوة الأكبر في مجال متابعة المرضى المصابين بالأمراض الروماتزمية على مدى العشرين عامًا الماضية.
أوضح فاوشي الآلية التي يدّمر بها فيروس العوز المناعي البشري دفاعات الجسم ما يؤدي إلى ترّقي الإصابة نحو الإيدز، وأوجز آليات حثّ التعبير عن فيروس العوز المناعي البشري عبر السيتوكينات الذاتية. عمل فاوشي على تطوير الخطط العلاجية وإعادة بناء مناعة المرضى المصابين بالمرض، بالإضافة إلى عمله على لقاح للوقاية من الإصابة بفيروس العوز المناعي البشري. تشتمل أبحاثه الحالية على تحديد طبيعة الآليات الإمراضية المناعية لعدوى فيروس العوز المناعي البشري وفعالية استجابة الجسم المناعية ضده.
صرّح معهد المعلومات العلمية في عام 2003: «يحتل فاوشي المرتبة الثالثة عشرة ضمن قائمة العلماء الأكثر ذِكرًا من بين 2.5 إلى 3 ملايين مؤلف في كافة التخصصات في جميع أنحاء العالم ممن نشروا مقالات في الدوريات العلمية» بين عامي 1983 و2002.

## جلسة استماع الكونغرس حول الإيبولا
في 16 أكتوبر 2014، أدلى فاوشي بشهادته في جلسة استماع في الكونغرس الأمريكي بشأن أزمة فيروس الإيبولا، بصفته مدير المعهد الوطني للحساسية والأمراض المعدية، إذ أكّد أن المعهد بعيد إلى حدّ ما عن إنتاج كميات كافية من العلاجات أو اللقاحات للقيام بتجارب واسعة النطاق، بعد أسابيع من نقاشاته المطولة حول أهمية إجراء الفحوصات. قال فاوشي على وجه الخصوص: «في حين يُعتبر المعهد مشاركًا نشطًا في المساعي العالمية لمعالجة حالة الطوارئ الصحية التي عصفت بغرب أفريقيا، من المهم أن ندرك أننا ما زلنا في المراحل الأولى من فهم آلية علاج الإصابة بفيروس الإيبولا والوقاية منه».
علّق فاوشي أيضًا في الجلسة: «بينما نعمل على تسريع وتيرة العمليات البحثية بالتزامن مع تطبيق أعلى معايير السلامة والفعالية، يمكن القول إن تنفيذ تدابير الصحة العامة المعروفة بالفعل لاحتواء تفشي فيروس الإيبولا وتطبيق الخطط العلاجية مثل تعويض السوائل والكهارل، تُعتبر مبادئ ضرورية لمنع حدوث إصابات إضافية، ومعالجة المصابين، وحماية مقدمي الرعاية الصحية، بهدف إنهاء هذا الوباء في نهاية المطاف».

## كوفيد-19
أصبح فاوشي عضوًا في فريق عمل البيت الأبيض لفيروس كورونا، والذي تكون في أواخر يناير 2020، في عهد الرئيس ترامب، للتعامل مع جائحة فيروس كورونا.

## العضوية
لدى فاوشي عضوية في الأكاديمية الوطنية للعلوم، والأكاديمية الأمريكية للفنون والعلوم، والأكاديمية الوطنية للطب، والجمعية الأمريكية للفلسفة، والأكاديمية الملكية الدنماركية للعلوم والآداب، بالإضافة إلى العديد من الجمعيات المهنية الأخرى بما فيها جمعية الاستقصاءات السريرية، وجمعية الأمراض المُعدية في أمريكا، والجمعية الأمريكية لأخصائيي المناعة. يعمل فاوشي في هيئات تحرير العديد من الدوريات العلمية، فهو محرر لمبادئ هاريسون للطب الباطني، ومؤلف ومحرر لما يزيد على الألف من المطبوعات العلمية، بما فيها العديد من الكتب المدرسية.

## حياته الشخصية
شهد عام 1985 زواج فاوشي بكريستين غريدي، وهي ممرضة في إن آي إتش، بعد لقائها في أثناء علاج أحد المرضى. ترأست غريدي قسم أخلاقيات البيولوجيا في المركز الإكلينيكي التابع لمعاهد الصحة الوطنية الأمريكية. لديهما حاليًا ثلاث بنات بالغات: جينيفر وميغان وأليسون.

## الجوائز والتكريمات
- 1979: جائزة آرثر إس. فليمينغ.
- 1995: جائزة إرنست يونغ (بالتشارك مع صموئيل إيه ويلز الابن).[48]
- 1996: دكتوراه فخرية في العلوم من جامعة كولغيت عن أبحاثه الرائدة حول الاستجابة المناعية البشرية وسعيه إلى إيجاد لقاح للإيدز.[49]
- 1999: دكتوراه فخرية في الخدمة العامة من جامعة شيبنسبورغ في بنسلفانيا.
- 2002: جائزة مركز ألباني الطبي.
- 2003: الجائزة الذهبية لأكاديمية الإنجاز الأمريكية.[50]
- 2005: قلادة العلوم الوطنية.
- 2005: جائزة الإنجاز مدى الحياة من الجمعية الأمريكية لأخصائيي المناعة.[51]
- 2007: جائزة ماري وودارد لاسكر للخدمة العامة.[52]
- 2008: وسام الحرية الرئاسي.
- 2013: ميدالية روبرت كوخ الذهبية.
- 2013: جائزة الأمير ماهيدول.
- 2016: جائزة غيردنر للصحة العالمية بكندا.

كان فاوشي أستاذًا زائرًا في العديد من المراكز الطبية، وحصل على 30 درجة دكتوراه فخرية من جامعات في الولايات المتحدة وخارجها.

## منشورات مختارة
- فاوشي إيه إس، ديل دي سي، بالو جيه إي (مارس 1976). «العلاج بالغلوكوكورتيكوستيرويد: آلياته والاعتبارات السريرية». دورية آنالز أوف إنتيرن ميدسين 84 (3): 304–15. معرّف الغرض الرقمي: 10.7326 / 0003-4819-84-3-304. مُعرّف ببمد 769625.
- فاوشي إيه إس، هاينز بي، كاتز بّي (1978). «طيف التهاب الأوعية الدموية: الاعتبارات السريرية، والمرضية، والمناعية والعلاجية». دورية آنالز أوف إنتيرن ميدسين 89 (5 جزء 1): 660–76. مُعرّف الغرض الرقمي: 10.7326 / 0003-4819-89-5-660. مُعرّف ببمد 31121.
- فاوشي إيه إس، هاينز بي إف، كاتز بي، وولف إس إم (يناير 1983). «ورم ويغنر الحبيبي: تجربة سريرية وعلاجية مستقبلية مع 85 مريضًا لمدة 21 عامًا». دورية آنالز أوف إنتيرن ميدسين 98 (1): 76-85. مُعرّف الغرض الرقمي: 10.7326 / 0003-4819-98-1-76. مُعرّف ببمد 6336643.
- فاوشي إيه إس؛ ماخر إيه إم؛ لونغو دي إل؛ وآخرون. (يناير 1984). «مؤتمر معاهد الصحة الوطنية الأمريكية. متلازمة نقص المناعة المكتسب: الاعتبارات الوبائية والسريرية والمناعية والعلاجية». دورية آنالز أوف إنتيرن ميدسين 100 (1): 92-106. مُعرّف الغرض الرقمي: 10.7326 / 0003-4819-100-1-92. مُعرّف ببمد 6318629.
- فاوشي إيه إس (فبراير 1988). «فيروس العوز المناعي البشري: العدوى والآليات الإمراضية». دورية ساينس 239 (4840): 617–22. مُعرّف الغرض الرقمي: 10.1126 / science.3277274. مُعرّف ببمد 3277274.
- بانتاليو جي، غرازيوسي سي، فاوشي إيه إس (فبراير 1993). «مفاهيم جديدة في الإمراضية المناعي لفيروس العوز المناعي البشري». نيو إنغلاند جورنال أوف ميديسين328  (5): 327–35.. مُعرّف الغرض الرقمي: 10.1056 / NEJM199302043280508. مُعرّف ببمد 8093551.
- تشن تي دابليو، فاوشي إيه إس (سبتمبر 1999). «المستودعات الخفية لفيروس العوز المناعي البشري: عقبات أمام القضاء على الفيروس». بّي إن إيه إس يو إس إيه. 96 (20):  10958–61. مُعرّف الغرض الرقمي 10.1073/pnas.96.20.10958. ببمد سنترال:34225. مُعرّف ببمد 10500107
- مورينس دي إم، فولكرز جي كي، فاوشي إيه إس (يوليو 2004). «تحدي الأمراض المُعدية المستجدة والناكسة». نيتشر. 430 (6996): 242–49. مُعرّف الغرض الرقمي: 10.1038 / نيتشر 02759. مُعرّف ببمد 15241422.
- جونستون إم آي، فاوشي إيه إس (أغسطس 2008). «لقاح فيروس العوز المناعي البشري -التحديات والآفاق». نيو إنغلاند جورنال أوف ميديسين 359  (9): 888-90. مُعرّف الغرض الرقمي: 10.1056 / NEJMp0806162. مُعرّف ببمد 18753644.
- فاوشي إيه إس، براونوالد إي، كاسبر دي إل، هاوسر إس إل، لونغو دي إل، جيمسون جيه إل، لوسكالزو جيه، ومحررين. هاريسون لأساسيات الطب الباطني، الطبعة 17. نيويورك: مكغرو-هيل ميديكال، 2008. رقم الكتاب المعيار الدولي 978-0-07-159991-7.

## روابط خارجية
- أنتوني فاوتشي على موقع IMDb (الإنجليزية)
- أنتوني فاوتشي على موقع قاعدة بيانات الفيلم (الإنجليزية)